# Interstellar Overdrive
«Interstellar Overdrive» es un instrumental de la banda inglesa Pink Floyd. El tema fue publicado en el disco The Piper at the Gates of Dawn de 1967, durando nueve minutos con 41 segundos. Una versión anterior, y más larga puede ser apreciada en la banda sonora del filme Tonite Lets All Make Love in London, el cual fue lanzado en el mismo año. Otras versiones de la canción aparecen en varias grabaciones no-oficiales.
Junto con la ligeramente anterior canción de Paul Butterfield "East-West", "Interstellar Overdrive" fue una de las primeras improvisaciones psicodélicas en ser grabadas por alguna banda de rock. Fue vista como la primera intención de Pink Floyd de entrar en el space rock (junto con "Astronomy Domine"), aunque los miembros de la banda desacreditaron este término. A pesar de la encapsulación de su repertorio en los conciertos bajo el liderazgo del guitarrista y compositor Syd Barrett, la estructura larga e improvisada de esta pieza no es particularmente representativa de aquella que fue la versión de estudio. Como menciona el baterista Nick Mason en su libro Inside Out: A Personal History of Pink Floyd, las versiones en vivo incluían varias secciones que no aparecían en el álbum, y durarían a veces más de 20 minutos. Durante los días en que la banda tocaba en clubes underground como el UFO Club ("Underground Freak Out"), la canción usualmente abría el espectáculo. Ocupaba también otras posiciones, incluyendo la repetición, pero fue retirada del conjunto de canciones de la banda en 1970.

## Composición
El inicio de la pieza es un riff distorsionado y descendente, tocado en unísono por la banda. Este riff eventualmente se convierte en improvisación, incluyendo improvisaciones modales, percusivas florituras en el órgano Farfisa, y tranquilos intervalos. La canción gradualmente va perdiendo su estructura hacia un tempo libre, únicamente acompañado por extraños ruidos de guitarra. Eventualmente, sin embargo, la banda retoma el riff principal, que es repetido con un tempo decreciente y de más deliberada intensidad. El novedoso uso del estéreo (en la segunda versión del álbum, siendo la original monofónica) hace que el sonido oscile entre los parlantes hacia la conclusión de la composición.
El riff se originó cuando el entonces mánager de Pink Floyd Peter Jenner estaba tratando de tararear una canción de la que no podía recordar el nombre (comúnmente identificado como la versión de Love de "My Little Red Book"). Barrett acompañó a Jenner en su tarareo con su guitarra y lo utilizó como la base para la melodía principal de Interstellar Overdrive. Roger Waters alguna vez le mencionó a Barrett que el riff de la canción le recordaba a la melodía de Steptoe and Son.
Grabada el 16 de marzo de 1967, con otras versiones en junio de ese año, la versión de estudio también aparece en las recopilaciones Relics y A Nice Pair.

## Versiones alternativas y en vivo
La grabación de estudio de The Piper at the Gates of Dawn es sin duda la versión más conocida, aunque algunas otras versiones sobreviven, tanto grabaciones de estudio como interpretaciones en vivo. Fue inicialmente grabada como un demo el 31 de octubre de 1966. Entre otras versiones alternativas que sobreviven se incluye la que se utilizó como música de fondo para una entrevista con la banda por parte de una compañía canadiense de emisiones, dos extractos de cinco minutos de versiones interpretadas en el UFO Club el 20 de enero y el 24 de febrero de 1967, y una versión caótica grabada en vivo en Róterdam en noviembre de 1967. Una anterior versión de 16 minutos (grabada para el filme Tonite Let's All Make Love in London por Joe Boyd el 11 de enero de 1967) puede ser superior en su aproximación cinética a las secciones tempranas, aunque es tal vez más tediosa e interpretada como un "todo". La banda sonora para Tonite Let's All Make Love in London (lanzado en 1968) incluye una versión editada de la grabación y dos repeticiones. La versión completa está disponible en el álbum London '66–'67.
Esta canción fue la principal en los espectáculos en vivo de Pink Floyd a través de los finales de los 60; su última interpretación tuvo lugar el 21 de noviembre de 1970 en Montreux, Suiza. La edición del 40 aniversario de The Piper at the Gates of Dawn contiene dos diferentes versiones de cinco minutos de la canción.
La plétora de las grabaciones no-oficiales, con o sin Barrett en la banda, muestra que la banda improvisaba a menudo y cambiaba los arreglos con cada interpretación que pasaba. Una emisión post-Barrett de la BBC, por ejemplo, podría decirse que es superior a la versión de estudio, introduciendo una nueva sección central en la que la melodía del teclado dramáticamente se eleva y las guitarras emplean un efecto casi "demónico". El final en las interpretaciones de 1969 a 1970 incluyen a David Gilmour tocando una barra de metal a través de su guitarra, y al final de la pieza, en un tempo más despacio que el que frenéticamente hacía Barrett.
Una versión especialmente poderosa de "Interstellar Overdrive" se rumora que fue cortada del álbum en vivo Ummagumma. Cintas de esta interpretación aún existen. "Interstellar Overdrive" ha sido reinterpretada por muchos artistas, incluyendo a Particle, Hawkwind, Camper Van Beethoven, The Melvins, moe., Spiral Realms, Pearl Jam y The Mars Volta.
- John Frusciante mencionó en una entrevista reciente otorgada a la estación de radio KNDD en Seattle, que los Red Hot Chilli Peppers incluyeron a "Interstellar Overdrive" en su espectáculo, en la noche en que murió Syd Barrett.
- The Mars Volta incorporó un cover de la canción en sus shows en vivo como tributo a Syd Barrett.
- Un demo del Amiga por el grupo demo M4nkind tiene un cover de la canción "Interstellar Overdrive" en su soundtrack.
- El equipo de lucha libre profesional "Generation Next" usó la versión de The Melvins como su tema musical.
- Stone Gossard de Pearl Jam utilizó el riff de "Interstellar Overdrive" para la canción "Pigeon", lanzada en su álbum en solitario Bayleaf.

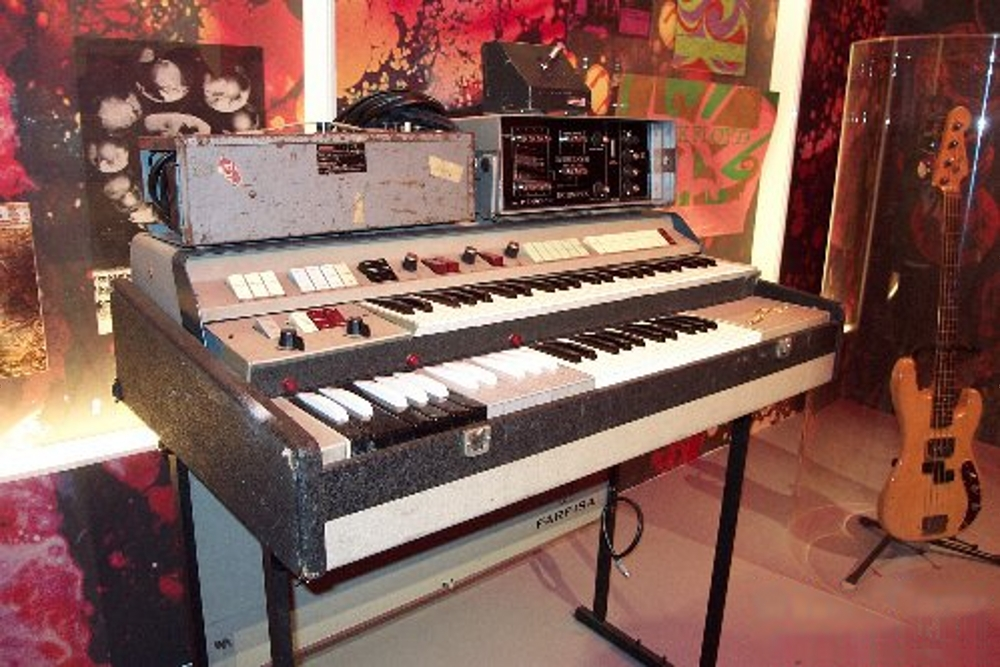
Exposición "Pink Floyd Interstellar", en la Cité de la musique: un órgano Farfisa y un bajo Fender Precision

## Personal e instrumentario
- Syd Barrett – guitarra eléctrica, voz
- Roger Waters – bajo, voz
- Rick Wright – órgano Farfisa, voz
- Nick Mason – batería